# ويليس بوينت
ويليس بوينت (بالإنجليزية: Wills Point, Texas)‏ هي مدينة تقع بولاية تكساس في شمال شرق الولايات المتحدة. تبلغ مساحة هذه المدينة 9.3 (كم²)، وترتفع عن سطح البحر 162 م، بلغ عدد سكانها 3496 نسمة في عام 2000 حسب إحصاء مكتب تعداد الولايات المتحدة وتصل الكثافة السكانية فيها 376.9 نسمة/كم2.

## التركيبة السكانية
حدّد مكتب تعداد الولايات المتحدة بيانات التركيبة السكانية لويليس بوينت في تعداد الولايات المتحدة. في ما يلي، التركيبة السكانية حسب تعدادي 2000 و2010.

### تعداد عام 2000
بلغ عدد سكان ويليس بوينت 3,496 نسمة بحسب تعداد عام 2000، وبلغ عدد الأسر 1,306 أسرة وعدد العائلات 890 عائلة مقيمة في المدينة. في حين سجلت الكثافة السكانية 366.8 نسمة لكل كيلومتر مربع (950.0/ميل2). وبلغ عدد الوحدات السكنية 1,424 وحدة بمتوسط كثافة قدره 149.4 لكل كيلومتر مربع (386.9/ميل2).
وتوزع التركيب العرقي للمدينة بنسبة 80.06% من البيض و13.07% من الأمريكيين الأفارقة و0.80% من الأمريكيين الأصليين و0.09% من الأمريكيين ذوي الأصول الآسيوية و4.46% من الأعراق الأخرى و1.52% من عرقين مختلطين أو أكثر و10.93% من الهسبانيون أو اللاتينيون من أي عرق.
بلغ عدد الأسر 1,306 أسرة كانت نسبة 39.7% منها لديها أطفال تحت سن الثامنة عشر تعيش معهم، وبلغت نسبة الأزواج القاطنين مع بعضهم البعض 49% من أصل المجموع الكلي للأسر، ونسبة 15.6% من الأسر كان لديها معيلات من الإناث دون وجود شريك،  بينما كانت نسبة 3.5% من الأسر لديها معيلون من الذكور دون وجود شريكة وكانت نسبة 31.9% من غير العائلات. تألفت نسبة 28.1% من أصل جميع الأسر من عدة أفراد يعيشون في نفس المنزل ونسبة 17.8% كانت تتألف من شخص يعيش بمفرده يبلغ من العمر 65 عاماً أو أكثر. وبلغ متوسط حجم الأسرة المعيشية 2.58، أما متوسط حجم العائلات فبلغ 3.16.
بلغ العمر الوسطي للسكان 35.3 عاماً. وكانت نسبة 28.4% من القاطنين تحت سن الثامنة عشر، وكانت نسبة 8.3% بين الثامنة عشر والرابعة والعشرين عاماً، ونسبة 26.8% كانت واقعةً في الفئة العمرية ما بين الخامسة والعشرين والرابعة والأربعين عاماً، ونسبة 17.4% كانت ما بين الخامسة والأربعين والرابعة والستين، ونسبة 15.4% كانت ضمن فئة الخامسة والستين عاماً فما فوق. يوجد لكل 100 أنثى 86.4 ذكر، ويوجد لكل 100 أنثى في الثامنة عشر من عمرها فما فوق 79.2 ذكر.
بلغ متوسط دخل الأسرة في المدينة 29,591 دولارًا، أما متوسط دخل العائلة فبلغ 36,875 دولارًا. وكان متوسط دخل الذكور 28,598 دولارًا مقابل 21,944 دولارًا للإناث. وسجل دخل الفرد الخاص بالمدينة 14,789 دولارًا. وكانت نسبة 15.5% من العائلات ونسبة 17.7% من السكان تحت خط الفقر، وكان من هؤلاء نسبة 25% تحت سن الثامنة عشر ونسبة 16.8% في الخامسة والستين من العمر وما فوق.

### تعداد عام 2010
بلغ عدد سكان ويليس بوينت 3,524 نسمة بحسب تعداد عام 2010، وبلغ عدد الأسر 1,299 أسرة وعدد العائلات 890 عائلة مقيمة في المدينة. في حين سجلت الكثافة السكانية 369.8 نسمة لكل كيلومتر مربع (957.8/ميل2). وبلغ عدد الوحدات السكنية 1,465 وحدة بمتوسط كثافة قدره 153.7 لكل كيلومتر مربع (398.1/ميل2).
وتوزع التركيب العرقي للمدينة بنسبة 81.04% من البيض و11.83% من الأمريكيين الأفارقة و0.74% من الأمريكيين الأصليين و0.31% من الأمريكيين ذوي الأصول الآسيوية و0.03% من سكان جزر المحيط الهادئ و4.26% من الأعراق الأخرى و1.79% من عرقين مختلطين أو أكثر و12.20% من الهسبانيون أو اللاتينيون من أي عرق.
بلغ عدد الأسر 1,299 أسرة كانت نسبة 38.3% منها لديها أطفال تحت سن الثامنة عشر تعيش معهم، وبلغت نسبة الأزواج القاطنين مع بعضهم البعض 44.6% من أصل المجموع الكلي للأسر، ونسبة 19.4% من الأسر كان لديها معيلات من الإناث دون وجود شريك،  بينما كانت نسبة 4.5% من الأسر لديها معيلون من الذكور دون وجود شريكة وكانت نسبة 31.5% من غير العائلات. تألفت نسبة 28.1% من أصل جميع الأسر من عدة أفراد يعيشون في نفس المنزل ونسبة 14.6% كانت تتألف من شخص يعيش بمفرده يبلغ من العمر 65 عاماً أو أكثر. وبلغ متوسط حجم الأسرة المعيشية 2.63، أما متوسط حجم العائلات فبلغ 3.22.
بلغ العمر الوسطي للسكان 36.9 عاماً. وكانت نسبة 27.8% من القاطنين تحت سن الثامنة عشر، وكانت نسبة 8.6% بين الثامنة عشر والرابعة والعشرين عاماً، ونسبة 23.5% كانت واقعةً في الفئة العمرية ما بين الخامسة والعشرين والرابعة والأربعين عاماً، ونسبة 22.7% كانت ما بين الخامسة والأربعين والرابعة والستين، ونسبة 17.4% كانت ضمن فئة الخامسة والستين عاماً فما فوق. وتوزع التركيب الجنسي للسكان بنسبة 44.9% ذكور و55.1% إناث.

## وصلات خارجية
- The US50 - Cities and Towns in Texas State